# Araneus guerrerensis
Araneus guerrerensis là một loài nhện trong họ Araneidae.
Loài này thuộc chi Araneus. Araneus guerrerensis được Ralph Vary Chamberlin & Wilton Ivie miêu tả năm 1936.